# ببغاء الأمازون
ببغاء الأمازون هو ببغاء من ببغاوات العالم الجديد متوسط الحجم وقصير الذيل و ينتشر في منطقة تمتد من أمريكا الجنوبية وحتى المكسيك والكاريبي.
يغطي اللون الأخضر معظم ببغاوات الأمازون ولكن لكل فصيلة منها ألوان أخرى زاهية تميزها عن البقية، تشكل البذور والمكسرات والفواكه الجزء الأكبر من غذاء ببغاء الأمازون إضافة إلى الألياف الخضراء.
ببغاء الأمازون مشهور بكونه حيوانا منزليا أليفا نظرا لقدرته المميزة على تقليد كلام البشروغيره من الأصوات، إحدى أشهر فصائله للتربية المنزلية هي الأمازون ذو الوجه الأصفر والأمازون ذو مؤخرة العنق الصفراء والأمازون برتقالي الجناحين والأمازون ذو الجبهة الفيروزية.
إن ببغاء الأمازون يجيد تقليد الأصوات تماما مثل الببغاء الرمادي الأفريقي وببغاء المكاو، وجميعهم معروفون بحبهم للمرح وبراعتهم في استخدام أقدامهم، وإذا ما تم تدريبهم جيدا فسيصبحون مخلصين وودودين لأصحابهم، ولكن يجب الأخذ في الحسبان أن ببغاوات الأمازون يمكن أن تتصرف بعدوانية حين يبدأ موسم التزاوج مثل معظم الببغاوات، كما أنها تحتاج إلى عناية كبيرة، منها توفير بيئة مسلية لها مثل إعطائها ألعابا قابلة للمضغ حتى تفرغ رغبتها الفطرية في المضغ فيها، ومكافأتها حين لا تتصرف تصرفات عدوانية حتى لا تتبنى هذه التصرفات، وهي ببغاوات عرضة للسمنة إذا لم تقم بما يكفيها من الأنشطة الجسدية.
تعيش ببغاوات الأمازون 50 سنة أو أكثر.